# 西村修平
西村 修平（にしむら しゅうへい、1950年〈昭和25年〉 - ）は、日本の政治活動家。「行動する保守」運動の提唱者とされる。

## 略歴
秋田県男鹿市出身。専修大学中退。日中友好協会（正統本部）の派遣で文化大革命当時の中国を1ヵ月間旅行した。大学中退後はアルバイトをしながら経理学校に通う。
民間企業に経理担当として勤務する傍ら、酒井信彦の「中国によるチベット問題」を訴える活動に共鳴して活動家となる（この頃に転向したと思われる）。その後、国民新聞記者を経て、政治活動家として主権回復を目指す会代表、靖國會理事、英霊にこたえる会委員を務める。維新政党・新風千葉県本部・元代表（既に除籍）。北朝鮮に拉致された日本人を救出する千葉の会元幹事。河野談話の白紙撤回を求める市民の会代表。「村山談話の白紙撤回を求める市民の会」代表を務める。
2011年東日本大震災による福島第一原発事故でいち早く東電に抗議、それ以降は明確に脱原発を掲げた。2013年以降、街宣活動数は減少してはいるが、かつて行動をともにした在日特権を許さない市民の会会長の桜井誠ら他の行動保守の活動を強く批判している。ニコニコ動画における討論会などにおいて、桜井誠の一千万円にのぼる寄付金の行方について突然明らかにするなど、関係者を驚かせた。桜井誠はこれに対して、西村修平がチーム関西によるトラブルをきっかけとして、お互いの活動方針がまったく異なることが明らかになったため関係が途絶したと主張している（「桜井誠 (活動家)#西村修平との関係」を参照）。

## 主な活動
1972年（昭和47年）8月4日、日中友好協会（正統本部）が派遣する「学生学習訪中団」の一員として、当時、未だ国交が結ばれていなかった中華人民共和国を訪問している。
動画サイトに活動の様子をアップロードするなど、インターネットを積極的に利用した活動を展開している。中国、北朝鮮、韓国、マスコミ、創価学会、自民党、民主党、Google、生活協同組合、慰安婦謝罪要求運動などの活動を行っているキリスト教会、都道府県警察、外国人観光客など批判対象は多岐にわたる。運動としてはその時々にマスコミに取り上げられた物が多い。特定の支持政党は無く、自民党、民主党、公明党、社民党、共産党のことを「利権分配集団」と位置付けている。皇室典範の改正の是非については女系天皇容認の立場である。
- 平成20年（2008年）、東村山市における街頭宣伝の際に、朝木明代万引き被疑事件の現場となった洋品店へ押しかけ、創価学会関係者であると攻撃するスピーチを行い、名誉毀損で提訴されるなど、三件の裁判で被告となっている（矢野穂積#万引き捏造説・謀殺説にかかわる訴訟を参照）。
- 平成21年（2009年）発売の雑誌WiLLによると過去に毛沢東主義者であったとする記述がされたことについて、抗議をおこなった[12]。日中友好協会（正統本部）が派遣していた「学生学習訪中団」の一員であり一ヶ月に渡って中国を旅行し文化大革命を直に目にした[1][13]。「敵を知り己を知れば百戦たたかうも危うからず」とし、現在では政治活動の参考として毛沢東を評価していると言っている[1]。11月8日には五百旗頭真・防衛大学校長の職員官舎へ押しかけ“辞職勧告”の街宣。五百旗頭の通報を受けた警察と警務隊が駆けつける騒ぎになる[14]。
- 平成24年（2012年）5月12日、主権回復を目指す会の主催で、討論会「ネット右翼vs安田浩一」を行う。討論会には、ネット右翼に批判的なジャーナリストの安田浩一を招いた[15]。
- 平成26年（2014年）9月21日、主権回復を目指す会の主催で、安田浩一、山口祐二郎、野村旗守らを招いて討論会「在特会によって貶められた愛国運動と日章旗」を開催する[16]。
- 平成30年（2018年）～、「檄！小異を捨て大同に 「日米地位協定」の全面改定を」と題して、有楽町などで一水会、対米自立実行委員会、基地問題を考える愛国者連絡会等と米国に対して横田空域の返還を求めた街宣を行っている。以後継続して令和に入っても活動を続けている[17][18]。

### 「七・七盧溝橋事件記念のつどい」に関する事件
平成13年（2001年）7月7日、「従軍慰安婦」問題に関し昭和天皇有罪論を主張する「日中友好神奈川県婦人連絡会」主催による「七・七盧溝橋事件記念のつどい」が開かれ、「日本軍性奴隷制を裁く女性国際戦犯法廷」を主催する松井やよりによる講演・討論会も行われることとなっており、主催者側によって「多くの方々の討論会参加を歓迎します、どなたでもご自由に発言をして下さい」と呼びかけられていたので、西村は川久保勲など十数人とともに討論会に参加した。
その際、上映されたビデオの最後に「天皇ヒロヒト有罪！」と映し出され、拍手が湧きあがったので、川久保が思わず飲みかけのお茶缶を関係者に向かって投げつけた（直後に謝罪）。この時、西村は席を外していたが、主催者から会場から退出するよう促されたので、主催者側に詫びを述べて退出し、その場にいた警察官に住所氏名を伝えて帰宅した。予定されていた松井の公演とフリー討論は「右翼団体による妨害活動を受けた」として中止された。8月6日、主催者側が被害届を出し、西村は11月14日に威力業務妨害罪で逮捕された。
逮捕当時、妻は入院中であり、娘2人は中学・高校生であったため、西村は早期釈放してもらうために調書に署名したが、長期拘束されることとなった。11月25日には拘置所に移された。平成14年（2002年）5月20日に初公判が開かれ、公判では「大声を出したが妨害するつもりはなかった」と供述し、共同謀議の容疑についてははっきりと否認した。また「自分達の行為は罪にはならないはずなのに、政治的圧力で左翼に犯罪としてでっち上げられた」と主張した。
西村は7月30日に保釈され、10月4日に横浜地方裁判所で懲役1年6ヶ月、執行猶予5年の有罪判決を受ける。その後、東京高等裁判所に控訴、最高裁判所に上告したがいずれも棄却され、有罪が確定した。なお、本事件では、勾留が136日と長期にわたり、第154回国会 法務委員会 第15号にて、西村眞悟衆議院議員（当時）により指摘された。
なお、西村はこの事件が原因で維新政党・新風から一方的に除籍処分を受けたため、新風を「反日極左と結託した国家権力に尻尾を振ったんじゃないか。権力に拉致（長期不当勾留）された仲間を見殺しにしてしまった」と非難している。
有罪確定後、25年間勤務していた会社を退職。國民新聞社の記者・編集委員（既に退社）を経て現在に至る。

### 街宣名誉毀損裁判
平成20年（2008年）9月1日、東村山駅前で東村山警察署の元副署長を中傷する街宣を実施。「主権回復を目指す会」のサイトに街宣報告とともに元副署長への批判記事を掲載した。元副署長は、これらの街宣と記事が名誉毀損にあたるとして西村を提訴。平成22年（2010年）4月28日、東京地方裁判所立川支部は西村修平に損害賠償10万円の支払いを命じた。判決は、東村山の朝木明代市議の転落死事件について「本件転落死事件当時、亡明代に自殺の動機がなかったとはいえない」「亡明代が殺害されたことや、これが計画的なものであったことを認めることはできない」などの判断を下した。この裁判においては、西村修平を東村山の矢野穂積市議らが支援していたことが、1審判決の結果とあわせて月刊誌で報道されている。なお、西村は東京高裁に控訴したが棄却されている。

## 人物
かつての活動仲間・瀬戸弘幸のブログによると、柏市在住。自宅2階のベランダに置かれた糞を「創価学会による陰謀」と考えて警察を呼んだことがある（その後の検証結果の報告はない）。
かつては日本文化チャンネル桜社長の水島総と懇意で、同局の番組にも数回出演していたが、英霊にこたえる会の終身常任顧問・倉林和男（元空将補、2009年（平成21年）6月死去）を「老害」と誹謗したことに水島が激怒、以降は絶縁状態にある。ただし、水島は河野談話の白紙撤回を求める市民の会が行っている河野談話撤回のための署名運動には署名を寄せている。
テキサス親父ことトニー・マラーノと親交があり、来日時には共同で講演を行っている。また、テキサス親父の作成した動画にも登場することがある。
日本のメディアではあまり報道されないが、海外のメディアでは反捕鯨活動に対する抗議などが取り上げられている。
プライベートでは、短歌を詠んだり、クラシック音楽、外国文学、歌舞伎、オペラ、バレエなどを鑑賞する趣味を持つ。